# Joachim Löw
Joachim Löw (phát âm tiếng Đức: [ˈjoːaxɪm ˈløːf, joˈʔa-]; sinh ngày 3 tháng 2 năm 1960 ở Schönau im Schwarzwald) là một huấn luyện viên bóng đá và là cựu cầu thủ người Đức chơi ở vị trí tiền vệ. Ông là huấn luyện viên của đội tuyển quốc gia Đức từ năm 2006 đến năm 2021. Trong nhiệm kỳ của mình với tư cách là huấn luyện viên, ông đã dẫn dắt đội tuyển Đức giành chức vô địch FIFA World Cup 2014 ở Brazil và FIFA Confederations Cup 2017 ở Nga. Vào tháng 3 năm 2021, Löw thông báo rằng ông sẽ từ chức sau Euro 2020.

## Sự nghiệp cầu thủ
Năm 1978 Löw bắt đầu sự nghiệp cầu thủ chuyên nghiệp khi là thành viên của đội bóng hạng hai Đức SC Freiburg. Ông đã từng quay trở lại câu lạc bộ hai lần vào các mùa giải 1982 và 1985. Năm 1980 Löw gia nhập câu lạc bộ VfB Stuttgart và tham dự Fußball-Bundesliga, nhưng ông đã không chứng tỏ được bản thân và chỉ chơi cho câu lạc bộ có bốn trận đấu. Mùa giải 1981-82 Löw chuyển sang đội Eintracht Frankfurt (với 24 trận, 5 bàn thắng), nhưng sau đó 1 năm ông trở lại câu lạc bộ Freiburg. Mùa giải 1982-83 ông ghi được 8 bàn trong 34 trận tham dự, 1983-84 ông ghi được 17 bàn thắng trong 31 trận của giải 2. Fußball-Bundesliga. Sau đó ông trở lại với giải Bundesliga khi đến câu lạc bộ Karlsruher SC, nhưng một lần nữa ông lại không thành công khi chỉ ghi được 2 bàn trong 24 trận đấu. Sau đấy, ông lại trở lại Freiburg trong vòng 4 năm (116 trận, 38 bàn). Löw kết thúc sự nghiệp cầu thủ ở Thụy Sĩ, nơi ông đã chơi cho FC Schaffhausen (1989–1992) và FC Winterthur (1992–1994).
Löw đã bốn lần chơi cho đội tuyển bóng đá U-21 quốc gia Đức.

## Sự nghiệp huấn luyện viên

### 1994–2004: Huấn luyện câu lạc bộ

#### Khởi đầu
Löw bắt đầu sự nghiệp huấn luyện của mình với tư cách là huấn luyện viên đội trẻ cho FC Winterthur trong khi anh vẫn còn hoạt động với tư cách là một cầu thủ. Trong mùa 1994–95, ông là cầu thủ kiêm huấn luyện viên của FC Frauenfeld.
Mùa 1995–96 , ông trở thành trợ lý huấn luyện viên cho huấn luyện viên trưởng Rolf Fringer của VfB Stuttgart. Khi Fringer có cơ hội trở thành huấn luyện viên của đội tuyển quốc gia Thụy Sĩ , Löw được thăng chức quản lý người chăm sóc vào ngày 14 tháng 8 năm 1996. Cuối cùng anh trở thành huấn luyện viên chính thức và ở câu lạc bộ cho đến ngày 21 tháng 5 năm 1998.  Trận đấu đầu tiên của anh với tư cách huấn luyện viên trưởng là chiến thắng 4–0 trước Schalke 04 vào ngày 17 tháng 8 năm 1996.  Họ kết thúc mùa giải 1996–97 ở vị trí thứ tư. Mùa giải 1997–98 bắt đầu với tỷ số 3–0 trước Karlsruher SC vào ngày 22 tháng 7 năm 1997 trong trận bán kết DFB-Ligapokal. Họ tiếp tục để thua trong trận chung kết với Bayern Munich vào ngày 26 tháng 7 năm 1997. Tại Bundesliga, Stuttgart kết thúc ở vị trí thứ tư.
Trong mùa giải, tại DFB-Pokal , Stuttgart đã lọt vào bán kết của giải đấu, đánh bại đội dự bị của Borussia Mönchengladbach, Hertha BSC , SSV Ulm 1846 và KFC Uerdingen 05 trên đường đi. Tuy nhiên, trong trận bán kết vào ngày 17 tháng 2 năm 1998, Bayern Munich đã đánh bại Stuttgart với tỷ số 3–0.  Stuttgart cũng đã vào đến trận chung kết của UEFA Cup Winners' Cup.  Stuttgart đã loại bỏ IP Vestmannaeyja, Beerschot, Slavia Prague và Lokomotiv Moscow. Trong trận chung kết ngày 13 tháng 5 năm 1998, Stuttgart thua Chelsea 1–0 .  Đây là trận đấu cuối cùng của anh ấy  khi anh ấy rời câu lạc bộ bảy ngày sau đó. Ông kết thúc với thành tích 46 trận thắng, 20 trận hòa và 23 trận thua.
Löw sang dẫn dắt câu lạc bộ Thổ Nhĩ Kỳ Fenerbahçe vào ngày 1 tháng 7 năm 1998. Trận đấu đầu tiên của ông là trận hòa 0–0 trước Dardanelspor. Trong mùa giải 1998–99, Fenerbahçe xếp thứ ba ở Süper Lig và bị loại ngay ở vòng đầu tiên của UEFA Cup. Họ đang thi hành án phạt cấm thi đấu một năm tại Cúp quốc gia Thổ Nhĩ Kỳ.

#### Trở lại Đức và trở lại Thổ Nhĩ Kỳ
Löw trở thành huấn luyện viên của Karlsruher SC vào ngày 25 tháng 10 năm 1999.  Trận đấu đầu tiên của anh ấy là trận hòa 1-1 trước Hannover 96 vào ngày 31 tháng 10 năm 1999.  Anh ấy là huấn luyện viên cho đến ngày 19 tháng 4 năm 2000,  kết thúc với thành tích một trận thắng, bảy trận hòa và mười trận thua.  Trận đấu cuối cùng của anh ấy là trận thua 3–1 trước Hannover vào ngày 16 tháng 4 năm 2000, trong khi chiến thắng duy nhất của anh ấy là trận thắng 2–1 trước Fortuna Köln vào ngày 19 tháng 3 năm 2000.  Ông bị sa thải, với câu lạc bộ ở vị trí cuối cùng (thứ 18). Marco Pezzaiuoli thay thế Löw trong phần còn lại của mùa giải và chỉ có hai chiến thắng trong bảy trận còn lại, kết thúc mùa giải ở vị trí cuối cùng (18), và bị xuống hạng.
Löw trở lại Thổ Nhĩ Kỳ với tư cách là huấn luyện viên của Adanaspor từ ngày 20 tháng 12 năm 2000 đến ngày 2 tháng 3 năm 2001.  Anh không thắng được trận nào trong thời gian này.  Khi ông ấy rời Adanaspor, câu lạc bộ đang ở trong khu vực xuống hạng ở vị trí thứ 16.

#### Huấn luyện ở Áo
Löw trở thành huấn luyện viên của câu lạc bộ Áo Tirol Innsbruck vào ngày 10 tháng 10 năm 2001  và dẫn dắt họ đến chức vô địch Bundesliga của Áo năm 2001–02 .  Anh kết thúc với thành tích 11 trận thắng, năm trận hòa và chín trận thua.  Cùng năm, câu lạc bộ phải tuyên bố phá sản và bị thanh lý. Löw một lần nữa thất nghiệp. Anh gắn bó với Austria Wien từ ngày 1 tháng 7 năm 2003 đến ngày 24 tháng 3 năm 2004.  Trong mùa giải 2003–04, Wien bị loại khỏi Champions League bởi Marseille ở vòng sơ loại thứ ba và bị loại khỏi UEFA Cup bởi Borussia Dortmundtrong vòng đầu tiên.  Họ để mất Siêu cúp Áo năm 2003 trước FC Kärnten .  Anh rời câu lạc bộ vào ngày 24 tháng 3 năm 2004;  Austria Wien đứng ở vị trí đầu tiên vào thời điểm ông rời đi.

### 2004–2006: Trợ lý huấn luyện viên đội tuyển Đức

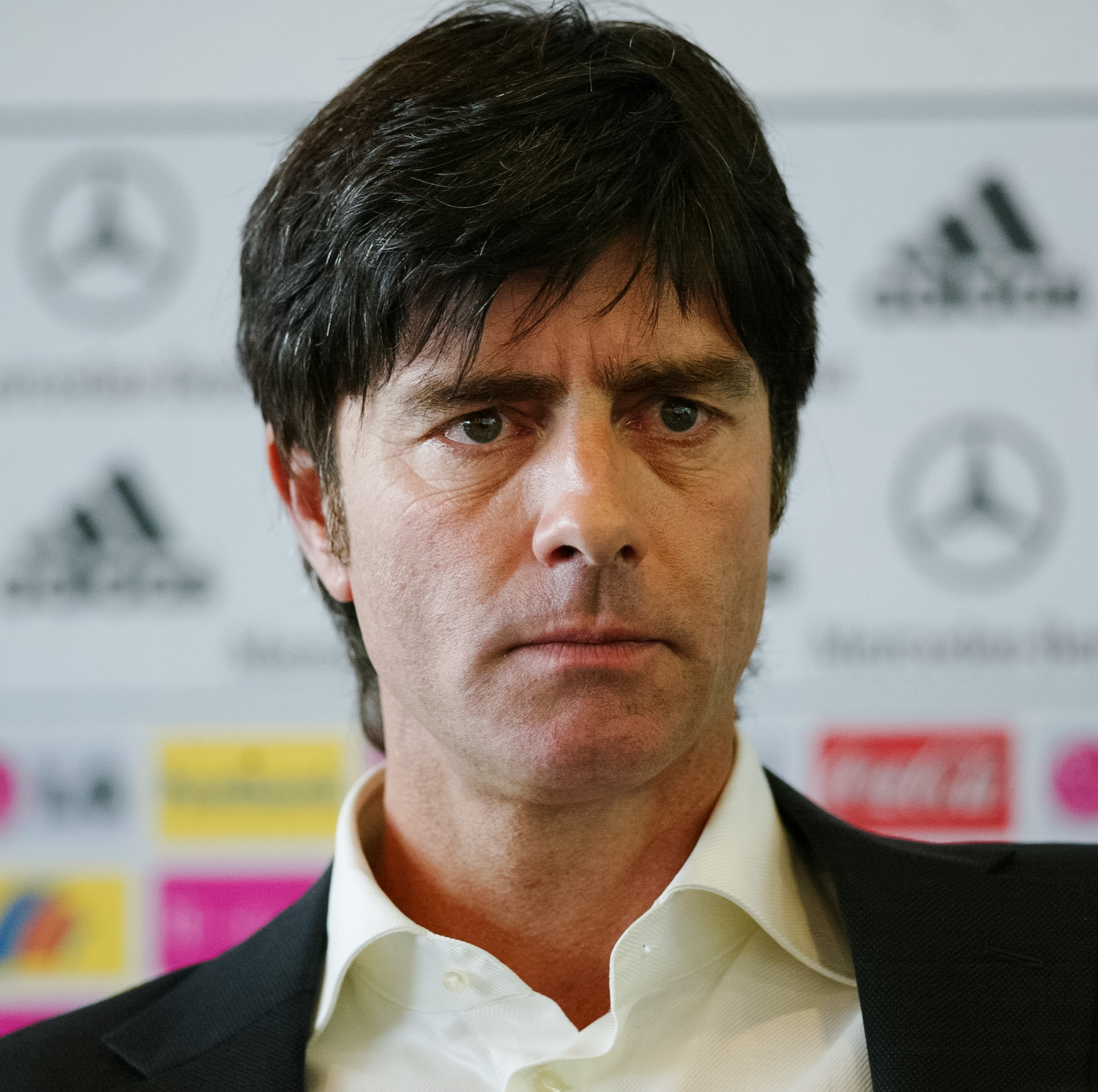
Löw năm 2006.

Khi Jürgen Klinsmann kế nhiệm Rudi Völler làm huấn luyện viên trưởng của đội tuyển quốc gia Đức sau kì UEFA Euro 2004 đáng thất vọng, ông đã đưa Löw vào đội tuyển Đức với tư cách trợ lý huấn luyện viên. Klinsmann và Löw đã gặp nhau nhiều năm trước đó tại một trường huấn luyện và cả hai đều có chung triết lý tập trung vào bóng đá tấn công. Dưới triều đại của họ, đội tuyển Đức của Klinsmann và Löw đã lọt vào bán kết tại FIFA Confederations Cup 2005 và FIFA World Cup 2006 .
Đức thua Brazil 3–2 trong trận bán kết Cúp Liên đoàn các châu lục 2005, nhưng sau đó đánh bại Mexico 4–3 trong trận tranh hạng ba. Triết lý tấn công mới của Klinsmann và Löw giúp Đức ghi nhiều bàn thắng nhất (15 bàn trong 5 trận) so với bất kỳ đội nào tại giải đấu.
Đức đá trận khai mạc World Cup 2006 vào ngày 9 tháng 6 tại Munich với chiến thắng 4–2 trước Costa Rica trong một trận cầu đầy hấp dẫn. Tiếp theo là chiến thắng 1–0 trước Ba Lan và 3–0 trước Ecuador. Đức đã đánh bại Thụy Điển ở vòng 16 với hai bàn thắng của Lukas Podolski, sau đó là trận đấu nhọc nhằn với Argentina. Trong loạt sút luân lưu sau khi kết thúc hiệp phụ với tỷ số 1-1, ban huấn luyện đã đưa cho Jens Lehmann một danh sách chuẩn bị sẵn sàng về những người Argentina có thể phạm lỗi và cách đá luân lưu ưa thích của họ, được cho là đã giúp Đức chiến thắng. Ở trận bán kết với Ý, tuy nhiên, là một sự thất vọng, khi đội chủ nhà để thủng lưới hai bàn trong hai phút cuối cùng của hiệp phụ. Tuy nhiên, Đức đã có màn trình diễn vượt trội trước Bồ Đào Nha trong trận tranh hạng ba , giành chiến thắng 3–1 với hai bàn thắng của Bastian Schweinsteiger .
Bên cạnh việc tập trung vào bóng đá tấn công và phát triển đào tạo trẻ, đội ngũ nhân sự của Klinsmann cũng giới thiệu một đội hình B thay thế: Đội 2006, để thử nghiệm những cầu thủ mới đầy khát khao phù hợp để chơi tại World Cup quê nhà. Cũng được giới thiệu là một nhân viên huấn luyện thể dục nâng cao, cũng như Oliver Bierhoff là "Giám đốc Kinh doanh" - công việc này xoay quanh quan hệ công chúng, quản lý chung và mọi thứ không liên quan trực tiếp đến huấn luyện - và cuối cùng là huấn luyện viên tinh thần, Tiến sĩ Hans-Dieter Hermann, người có công chuẩn bị cho các cầu thủ Đức trước những tình huống căng thẳng ở các giải đấu lớn.

### 2006–2021: Huấn luyện viên trưởng đội tuyển Đức

#### Euro 2008

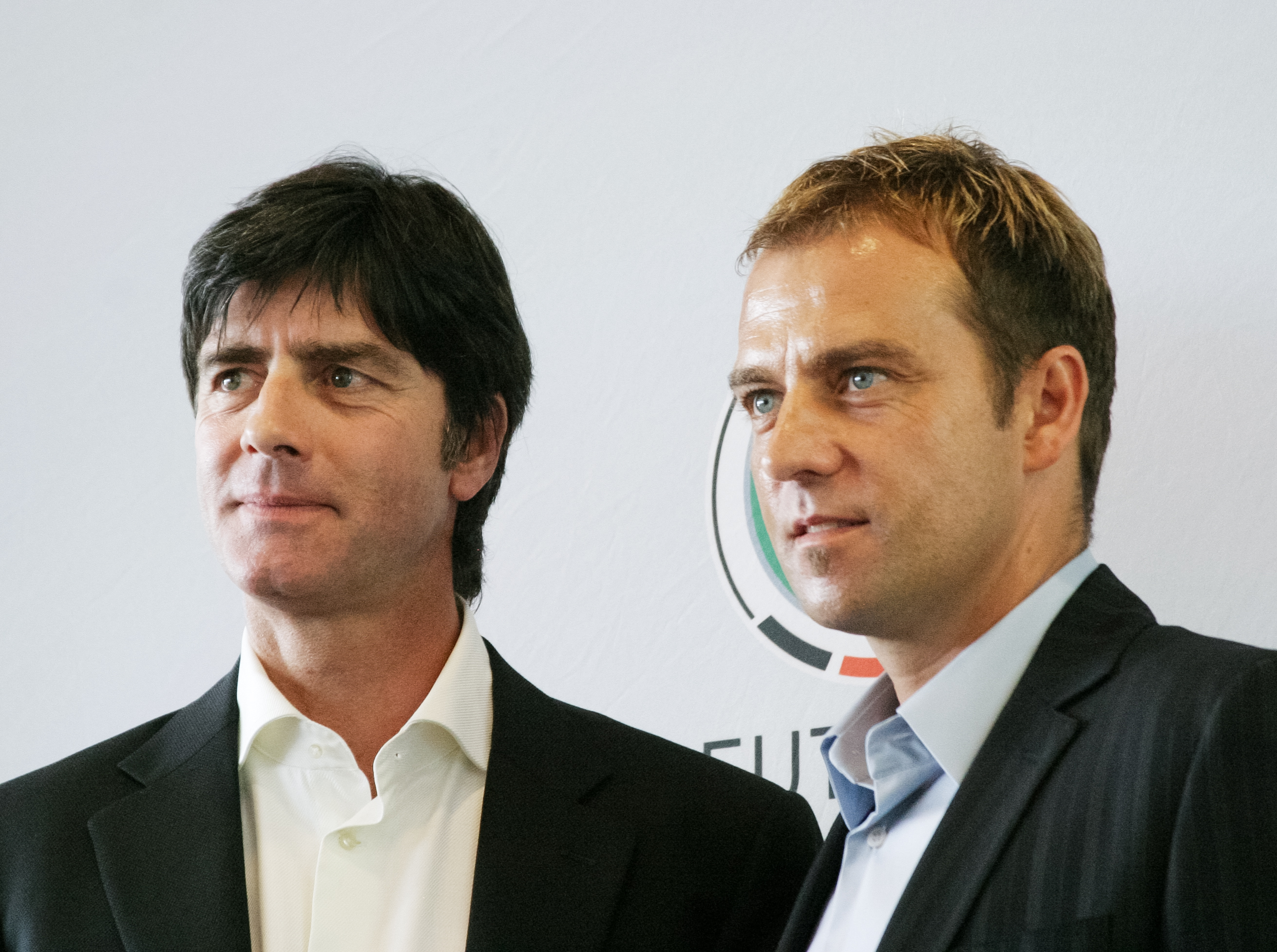
Löw và trợ lý Hans-Dieter Flick năm 2006.

Vào ngày 12 tháng 7 năm 2006,  sau quyết định không gia hạn hợp đồng của Klinsmann, Löw được bổ nhiệm làm huấn luyện viên mới của Đức. Löw đã có được một hợp đồng có thời hạn hai năm và tuyên bố rằng anh ấy muốn tiếp tục với triết lý được phát triển với Klinsmann để chơi với một phong cách tấn công. Löw đặc biệt quan tâm đến khoảng thời gian các cầu thủ của ông cầm bóng trước khi chuyền. Trong nhiệm kỳ của mình, ông đã giảm thời gian này đáng kể, tăng nhịp độ trận đấu của Đức. Anh ấy tuyên bố rằng mục tiêu của anh ấy là vô địch Euro 2008 . Trận đấu đầu tiên của anh ấy cầm quân, trận giao hữu với Thụy Điển ở Gelsenkirchen vào ngày 16 tháng 8 năm 2006,  đã thành công 3–0, trong đó Miroslav Klose ghi hai bàn và Bernd Schneiderđã ghi bàn khác.
Löw đã có một khởi đầu thành công ở vòng loại Euro 2008 với các chiến thắng trước Cộng hòa Ireland  và San Marino .  Vào ngày 7 tháng 10 năm 2006, Đức giành chiến thắng 2–0 trước Georgia tại Ostseestadion ở Rostock ,  đây là thành công thứ tư liên tiếp của Löw và đội của anh ấy,  khởi đầu tốt nhất của một huấn luyện viên trưởng mới người Đức. đội tuyển quốc gia từ trước đến nay. Đội đã mở rộng kỷ lục này lên năm trận thắng trong trận đấu tiếp theo, vòng loại Euro 2008 trước Slovakia tại Bratislava vào ngày 11 tháng 10, với chiến thắng 4–1. Pha lập công của người Slovakia là bàn thua đầu tiên của Đức dưới triều đại của Löw.
Trận đấu tiếp theo đã kết thúc kỷ lục hoàn hảo của Löw, với trận đấu vòng loại vào ngày 15 tháng 11 tại Nicosia với Cyprus kết thúc với tỷ số hòa 1–1 đáng thất vọng. Năm 2007 bắt đầu với chiến thắng 3–1 trước Thụy Sĩ vào ngày 7 tháng 2 và trận thắng 2–1 trước Cộng hòa Séc vào ngày 24 tháng 3.  Trận thua đầu tiên của Löw trên cương vị huấn luyện viên là ở trận đấu thứ tám vào ngày 28 tháng 3 năm 2007, một đội thử nghiệm đã thua 0-1 trước Đan Mạch .  Anh ấy đã cho Robert Enke và Patrick Helmes ra mắt. Khi suất tham dự Euro 2008 đã được đảm bảo, kỷ lục của Löw là 11 trận thắng, 1 trận thua và 1 trận hòa sau 13 trận cùng hiệu số bàn thắng bại 41: 6. Điều này bao gồm chiến thắng đầu tiên trước Anh tại Sân vận động Wembley mới của London .  Đức thua Cộng hòa Séc ở vòng loại vào ngày 17 tháng 10 năm 2007.  Đây là trận thua thứ hai đối với Löw.  Đức kết thúc vòng loại ở vị trí thứ hai.  Trong trận đấu cuối cùng của năm 2007, Đức và Xứ Wales kết thúc với tỷ số hòa 0–0.
Đức bắt đầu năm 2008 với chiến thắng 3–0 trước Áo vào ngày 6 tháng 2 và chiến thắng 4–0 trước Thụy Sĩ vào ngày 26 tháng 3.  Sau đó, Đức và Belarus kết thúc với tỷ số hòa 2–2.  Đức dẫn trước 2–0 sau một hiệp đấu.  Trong trận đấu cuối cùng của họ trước Euro 2008, Đức đánh bại Serbia 2–1.  Tại Euro 2008, Đức đánh bại Ba Lan 2–0 trong trận đầu tiên của họ, với hai bàn thắng của Lukas Podolski.  Trong trận đấu thứ hai của họ, Đức bị Croatia đánh bại 2-1 ,  trong khi ở trận đấu cuối cùng vòng bảng gặp Áo, Löw bị trọng tài Manuel Mejuto González đuổi lên khán đài.- cùng với người đồng cấp Áo Josef Hickersberger - vì tranh cãi với quan chức thứ tư. Sau khi bị sa thải, người ta thấy ông nói chuyện với Thủ tướng Đức Angela Merkel về vụ việc. Tuy nhiên, Đức thắng trận 1–0 với bàn thắng của Michael Ballack để tiến vào tứ kết  với tư cách á quân vì trận thua Croatia trước đó.
Löw đã thay đổi hệ thống 4–4–2 sau vòng bảng thành hệ thống 4–2–3–1, và để tiền đạo Mario Gómez ra khỏi đội hình xuất phát. Mặc dù anh ấy buộc phải theo dõi từ bên lề, đội của anh ấy đã đánh bại Bồ Đào Nha với tỷ số 3–2.  Trong trận tứ kết, Löw bị cấm đưa ra bất kỳ chỉ đạo nào cho đội của mình ngay cả khi gọi điện thoại. Sau đó, Löw tuyên bố rằng anh ta đã đặt bảy kịch bản khác nhau với trợ lý của mình là Hansi Flick để kiềm chế Bồ Đào Nha.  Trong một trận đấu hấp dẫn với Thổ Nhĩ Kỳ ở bán kết, Đức đã giành chiến thắng 3–2. Đức sau đó thua Tây Ban Nha 1–0 trong trận chung kết vào ngày 29 tháng 6 năm 2008.

#### World Cup 2010

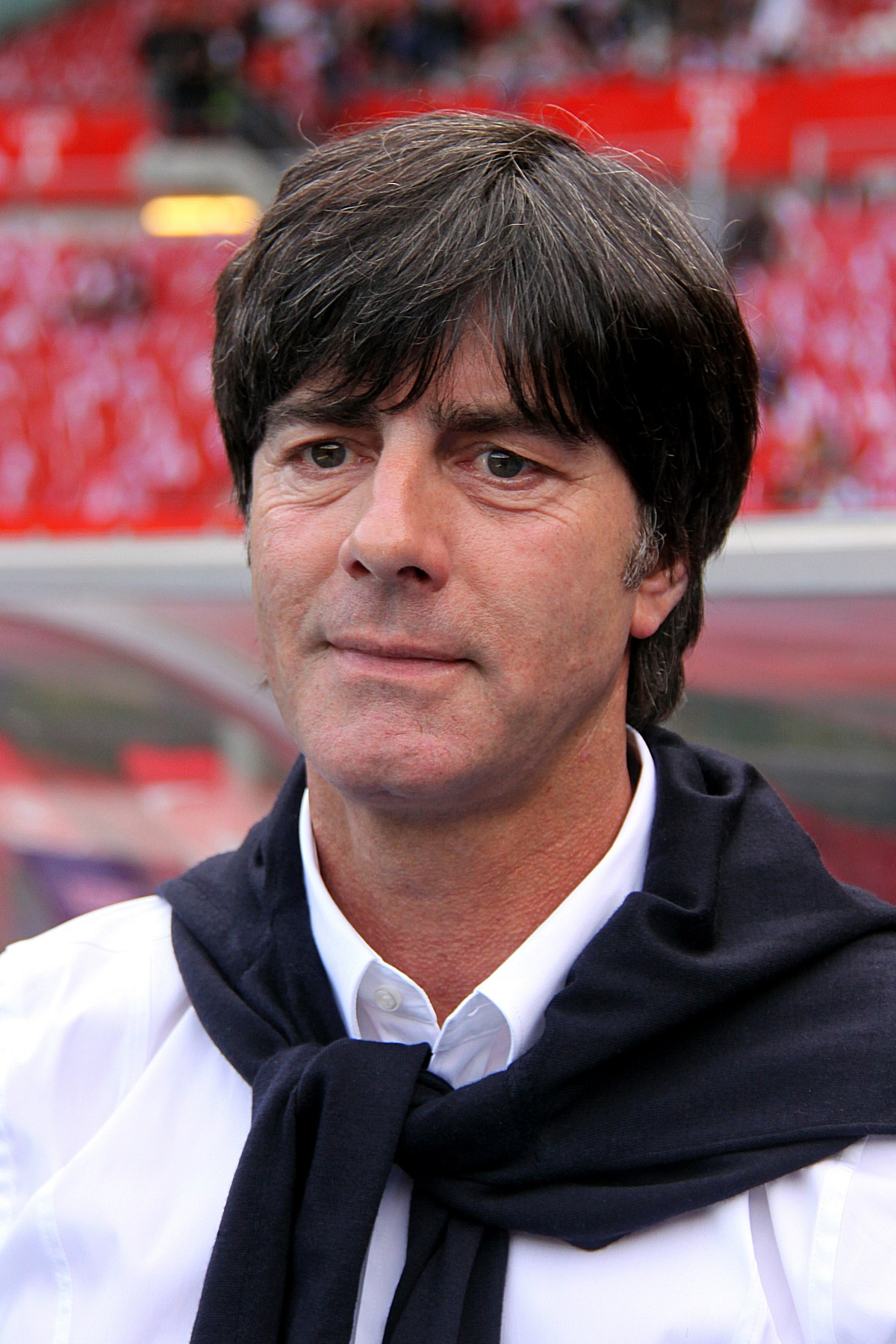
Löw năm 2011.

Tiến bộ hơn nữa đã được thể hiện rõ ràng trong vòng loại cho Nam Phi khi Đức giành được vị trí của họ tại World Cup 2010 bất bại. Trong trận đấu áp chót của họ vào ngày 10 tháng 10 năm 2009, Đức đã giành được vị trí đầu tiên trong vòng loại của họ cho World Cup 2010 bằng cách đánh bại đội xếp thứ hai là Nga tại Moscow với tỷ số 1–0, đưa đội bóng của Guus Hiddink vào vòng loại trực tiếp .
Ở World Cup 2010, Löw giới thiệu các cầu thủ trẻ mới và đưa vào sân đội hình trẻ thứ hai của giải đấu, đội trẻ nhất của Đức kể từ năm 1934. Đức đứng đầu bảng D và gặp Anh ở lượt đầu tiên của vòng loại trực tiếp, đánh bại họ 4–1 trước khi đánh bại Argentina 4–0 trong trận tứ kết. Đức sau đó thua Tây Ban Nha ở trận bán kết với tỷ số 1–0. Vào ngày 10 tháng 7 năm 2010, họ giành chiến thắng trong trận play-off tranh hạng ba với Uruguay với tỷ số 3–2 để thu về huy chương đồng và vị trí thứ ba tại World Cup 2010.

#### Euro 2012
Đức đã vượt qua vòng loại Euro 2012 và đứng đầu bảng của họ với mười trận thắng trong số mười trận đấu. Điều này bao gồm chiến thắng 4–0 trước Kazakhstan và chiến thắng 6–2 trước Áo.  Trong chiến dịch vòng loại, Löw đã ký một hợp đồng mới sẽ giữ anh ta lại với Đức cho đến năm 2014.  Sau đó Đức tiếp tục đứng đầu bảng của họ trong giải đấu, đội duy nhất giành chiến thắng cả ba trận đấu vòng bảng khi họ đánh bại Bồ Đào Nha 1–0, Hà Lan 2–1, và Đan Mạch 2–1.  Ở tứ kết, Đức đánh bại Hy Lạp 4–2, nhưng bị loại ở bán kết sau trận thua 2–1 trước Ý.

#### Vô địchWorld Cup 2014

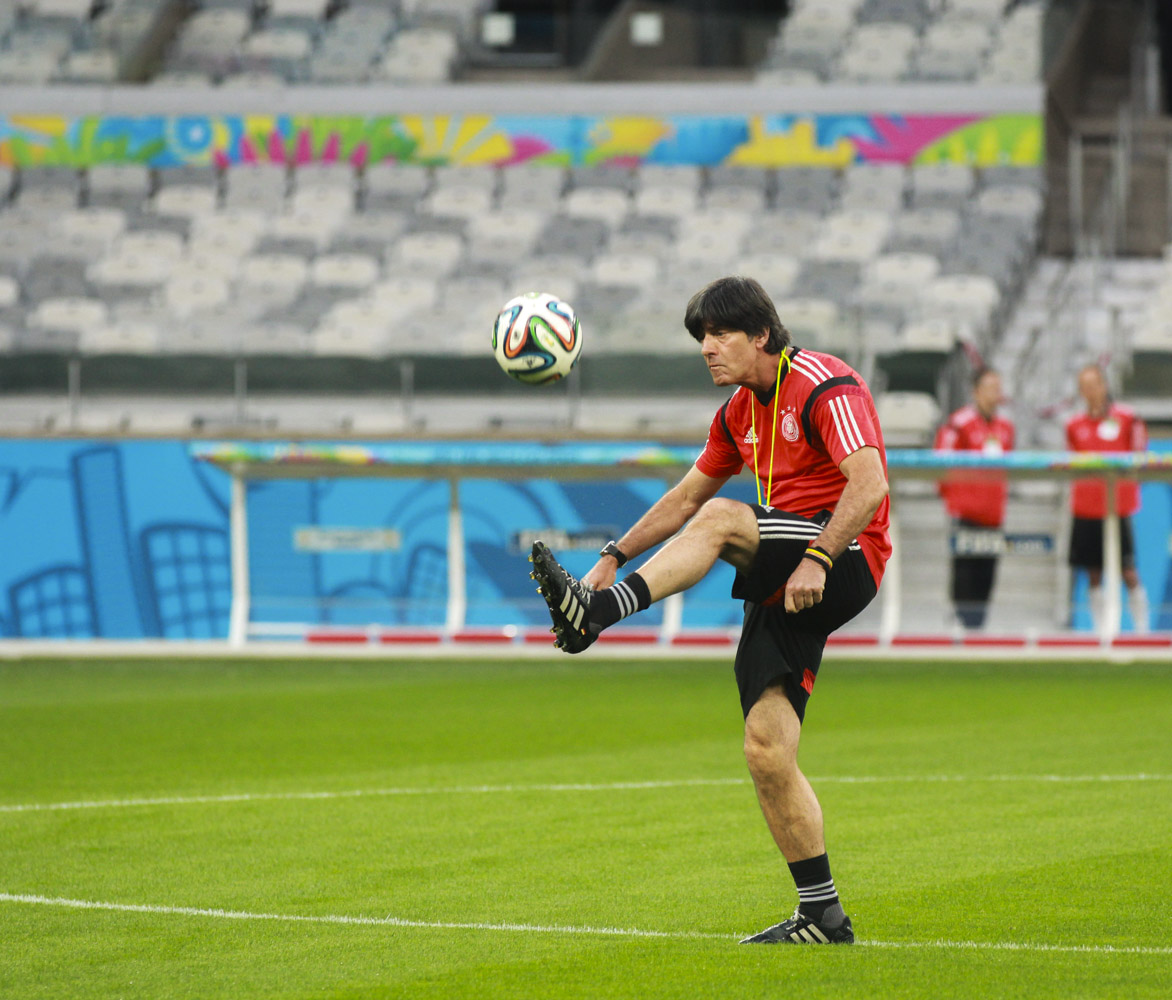
Löw chỉ đạo trong buổi tập tại FIFA World Cup 2014

Đức giành vị trí nhất bảng trong vòng loại World Cup 2014. Kết quả bốc thăm chia bảng FIFA World Cup 2014 đưa Đức nằm ở bảng G, cùng với Bồ Đào Nha, Ghana, và Hoa Kỳ. Trận ra quân họ gặp Bồ Đào Nha mà được người hâm mộ đặt cho biệt danh là "trận bóng của đội có mọi tài năng chống lại đội của Siêu sao thế giới (Cristiano Ronaldo)", với kết quả Bồ Đào Nha để thua 4–0 với cú hat-trick của Thomas Müller và một bàn thắng của Mats Hummels. Trong trận gặp Ghana, Đức dẫn trước với pha ghi bàn của Mario Götze ở hiệp hai, nhưng sau đó họ bị thủng lưới hai bàn liên tiếp, tuy vậy rồi ở phút thứ 71 Miroslav Klose kịp thời ghi bàn thắng gỡ hòa giúp Đức có trận hòa 2–2 với Ghana và tránh được khỏi một trận thua. Với bàn thắng này, Klose san bằng kỷ lục ghi 15 bàn thắng ở World Cup của cựu tiền đạo Brasil Ronaldo. Ở trận cuối vòng bảng họ thắng nhẹ nhàng Hoa Kỳ với tỉ số 1–0 do công của Thomas Müller đều giúp cho cả hai đội đi tiếp, và Đức bước vào vòng 16 đội gặp đội tuyển Algeria.
Ở vòng 16 đội (hay còn gọi là vòng đấu loại trực tiếp) gặp Algeria, trận đấu không có bàn thắng trong 90 phút thi đấu chính thức và hai đội phải bước vào hiệp phụ. Ở phút thứ 92 của hiệp phụ thứ nhất, André Schürrle ghi bàn từ đường chuyền của Thomas Müller, và Mesut Özil ghi bàn thứ hai ở phút thứ 120. Mặc dù Algeria ghi được một bàn gỡ danh dự nhưng không đủ giúp họ đi tiếp vào tứ kết và kết thúc trận đấu Đức giành chiến thắng 2–1 và bước vào tứ kết, gặp đội tuyển Pháp.
Ở trận tứ kết gặp đội tuyển Pháp, Mats Hummels ghi bàn duy nhất ở phút thứ 13 bằng một cú đánh đầu tung nóc lưới thủ môn Hugo Lloris từ pha đá phạt của Toni Kroos giúp Đức giành chiến thắng 1–0 và lập kỷ lục bốn lần liên tiếp vào bán kết.
Chiến thắng 7–1 ở bán kết trước Brasil là một thời điểm lịch sử đối với cả hai đội và World Cup. Đức trở thành đội đầu tiên trong lịch sử ghi được 5 bàn trong vòng 18 phút ở hiệp một. Họ ghi được 4 bàn chỉ trong vòng 400 giây và tỷ số là 5–0 cho đến hết hiệp một với các bàn thắng của Thomas Müller, Miroslav Klose, Sami Khedira và 1 cú đúp của Toni Kroos. Miroslav Klose cũng ghi bàn thứ 16 của anh trong lịch sử World Cup ở phút thứ 23 và trở thành cầu thủ ghi nhiều bàn nhất của giải vô địch bóng đá thế giới, phá vỡ kỷ lục của Ronaldo.

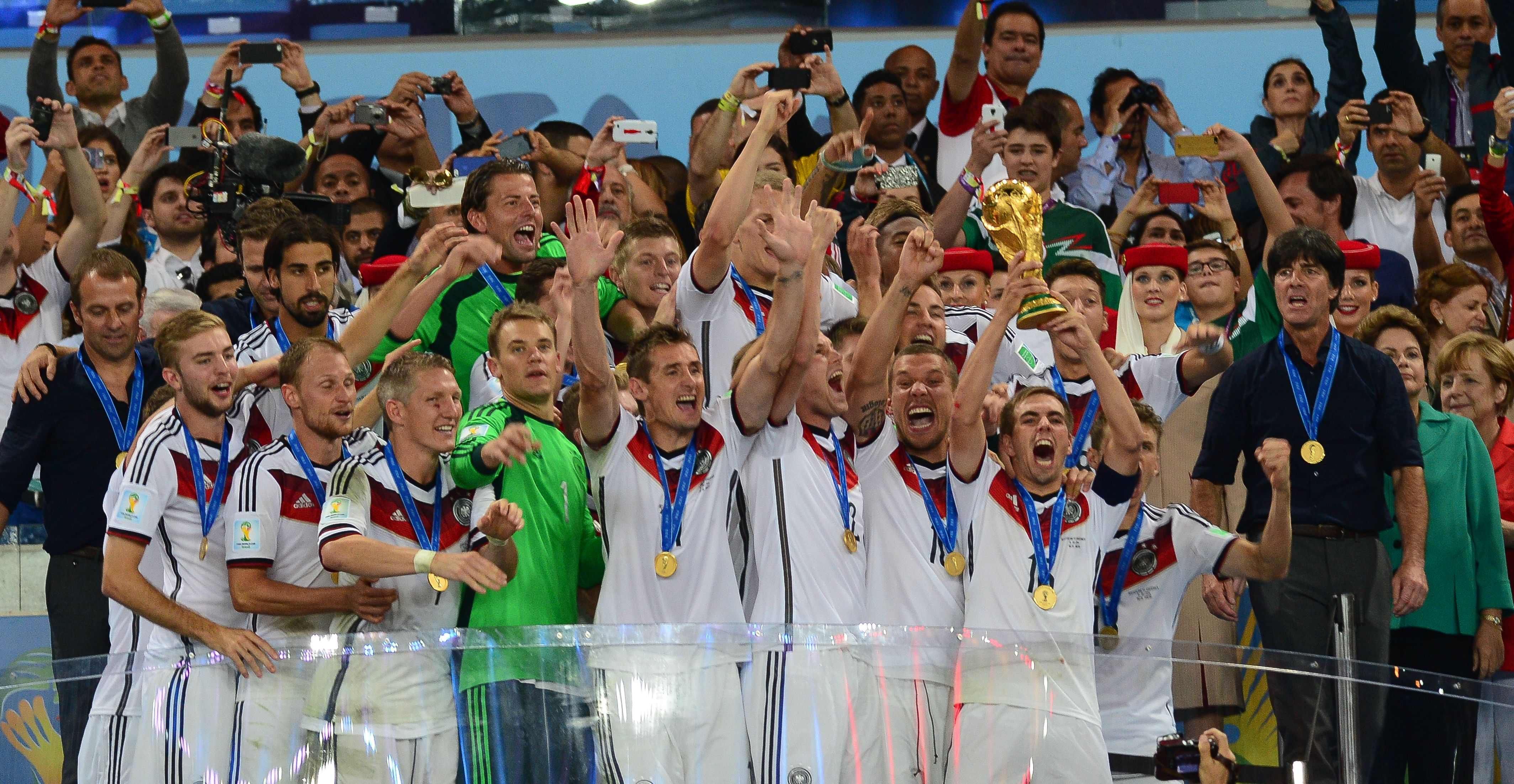
Löw (phải) cùng đội tuyển Đức ăn mừng chức vô địch FIFA World Cup 2014.

Trong hiệp hai, cầu thủ vào thay André Schürrle ghi thêm hai bàn và Đức dẫn trước 7–0, tỷ số lớn nhất đối với đội tuyển Brasil trong một trận đấu. Brasil ở những phút cuối cùng có được bàn thắng danh dự của cầu thủ Oscar. Đây là trận thua tồi tệ nhất của Brasil trong lịch sử World Cup từ trước tới nay, trong khi đó Đức cũng lập lên nhiều kỷ lục ở World Cup với chiến thắng này, bao gồm kỷ lục của Klose, đội đầu tiên vào bán kết bốn lần liên tiếp, đội đầu tiên ghi 7 bàn thắng ở trận đấu thuộc vòng loại trực tiếp của World Cup, 5 bàn thắng liên tiếp nhanh nhất trong lịch sử World Cup (bốn bàn được ghi chỉ trong 400 giây), đội bóng đầu tiên ghi 5 bàn trong hiệp một của bán kết cũng như trở thành chủ đề nóng nhất được cập nhật trên trang Twitter sau khi các phương tiện truyền thông đồng loạt đưa tin Đức ghi bàn thắng thứ tư.
Trận chung kết diễn ra tại sân Maracana ở Rio de Janeiro ngày 13 tháng 7, và được giới truyền thông đưa tin là trận đấu giữa cầu thủ hay nhất thế giới (Lionel Messi) đối đầu với đội bóng hay nhất thế giới (Đức). Bàn thắng của Mario Götze ở phút thứ 113 của hiệp phụ đưa Đức giành chiến thắng trước Argentina với tỉ số 1–0, trở thành đội bóng châu Âu đầu tiên vô địch FIFA World Cup trên đất Nam Mỹ như 1 vinh dự lịch sử bóng đá rất to lớn. Thủ môn Manuel Neuer giành được danh hiệu Găng tay Vàng và Thủ môn xuất sắc nhất giải đấu.

#### Euro 2016 & FIFA Confederations Cup 2017
Tại Euro 2016, Đức nằm ở bảng C với sự góp mặt của Ba Lan, Bắc Ireland và Ukraina. Đức vượt qua vòng bảng suôn sẻ với 2 trận thắng và 1 trận hòa. Bước vào vòng 16 đội, Đức tiếp tục thể hiện sức mạnh khi loại Slovakia với tỉ số 3-0 do công của Jérôme Boateng, Mario Gómez và Julian Draxler. Vào vòng tứ kết, Đức để hòa Ý với tỉ số 1-1 trong suốt 120 phút thi đấu. Đầu tiên, Mesut Özil mở tỉ số trận đấu ở phút thứ 65. Tuy vậy, Ý kịp thời gỡ hòa với bàn thắng trên chấm phạt đền do công của Leonardo Bonucci ở phút thứ 78. Nhưng một lần nữa Cỗ xe tăng Đức lại thể hiện bản lĩnh vượt trội của mình khi đả bại Màu áo thiên thanh trên loạt sút luân lưu 11m với tỉ số 6-5. Nhưng vào đến bán kết, Đức đã gục ngã trước chủ nhà Pháp với tỉ số 2-0, qua đó chính thức về nước sớm và nhìn "Những chú gà trống Pháp" vào chung kết đối đầu với Bồ Đào Nha.
Tại Cúp Liên đoàn các châu lục 2017 trên đất Nga, Đức tham dự với tư cách đương kim vô địch thế giới, họ nằm ở bảng B cùng Chile, Úc và Cameroon, Đức đứng đầu khi thắng Úc 3-2, hòa Chile 1-1, thắng Cameroon 3-2, tại bán kết Đức thắng México 4-1, sau đó hạ Chile trong trận tái đấu tại chung kết 1-0 do công của Stindl, qua đó Vô địch giải đấu.

#### FIFA World Cup 2018
Tại World Cup 2018, đội bóng của ông đã bắt đầu chiến dịch World Cup 2018 của họ bằng trận thua Mexico lần đầu tiên trong lịch sử các kỳ World Cup tại bảng F. Đây là trận thua đầu tiên của họ trong một trận đấu vòng bảng kể từ World Cup 2010 và thất bại đầu tiên của họ trong một trận mở màn kể từ World Cup 1982. Đức sau đó đã đánh bại Thụy Điển 2–1 trong trận đấu kế tiếp nhờ bàn thắng gỡ hòa của Marco Reus và cú đá phạt tung nóc lưới Thụy Điển phút bù giờ của Toni Kroos để sống lại hi vọng đi tiếp, nhưng Đức bất ngờ thua sốc Hàn Quốc 0-2 ở tại lượt cuối, dẫn đến lần đầu tiên kể từ năm 1938 đội bị loại ngay từ vòng bảng. Đức dẫm chân vào vết giầy của rất nhiều đội đương kim vô địch bị loại ngay ở vòng bảng World Cup gần đây như Pháp (2002), Italy (2010) và Tây Ban Nha (2014). Nỗi thất vọng của họ còn nhân lên gấp bội khi kết thúc vòng bảng với vị trí cuối cùng, có ba điểm như Hàn Quốc nhưng thua hiệu số bàn thắng bại.

#### UEFA Nations League 2018–19 & Vòng loại Euro 2020
Tại UEFA Nations League 2018–19, Đức nằm cùng bảng A1 với Hà Lan & nhà đương kim vô địch World Cup 2018 Pháp, họ hòa Pháp 0-0 tại sân nhà, sau đó thua Hà Lan 0-3 tại sân khách, thua Pháp 1-2 tại Paris & kết thúc giải đấu khi hòa Hà Lan 2-2 tại sân nhà,chung cuộc Đức đứng cuối bảng A1, đối diện nguy cơ xuống hạng B.
Tại Vòng loại Euro 2020, Đức nằm cùng bảng C với Hà Lan, Bắc Ireland, Belarus & Estonia, Đức thắng Hà Lan 3-2, hạ Belarus 2-0 trên sân khách, hủy diệt Estonia 8-0, nhưng thua Hà Lan 2-4 tại sân nhà, thắng Bắc Ireland 2-0 tại Belfast, tiếp tục thắng đậm Belarus 4-0 và kết thúc chiến dịch khi hạ Bắc Ireland 6-1 trên sân nhà, chung cuộc Đức đứng nhất bảng C & giành quyền dự Euro 2020 tổ chức hè 2021 do ảnh hưởng của COVID-19.

#### UEFA Nations League 2020–21
Tại UEFA Nations League 2020-21, do UEFA sửa đổi thể thức nên Đức không bị xuống hạng, Đức nằm cùng bảng A4 với Tây Ban Nha, Thụy Sĩ & Ukraina, Đức hòa Tây Ban Nha 1-1 tại sân nhà, hòa Thụy Sĩ cùng tỷ số tại Basel, thắng Ukraina 2-1 tại Kiev, họ để Thụy Sĩ cầm hòa 3-3, thắng Ukraina 3-1 tại sân nhà sau đó thua sốc Tây Ban Nha 0-6 tại Seville. Theo UEFA, đây là trận thua thảm họa lịch sử đối với bóng đá Đức. Lần gần nhất họ thua cách biệt tới 5 bàn trong một trận đấu là ở World Cup 1954 (thua Hungary 3-8 ở vòng bảng). Lùi xa hơn thì vào năm 1931, Đức thua Áo 0-6 trong một trận giao hữu. Thế nên trận thua 0-6 là trận thua đậm nhất lịch sử của đội tuyển Đức trong một trận đấu quốc tế thuộc FIFA. Thất bại được xem là đậm nhất lịch sử của Đức đến nay được ghi nhận là trận thua 0-9 trước Anh vào năm 1909, ở giải quốc tế Đức lần thứ tư. Nhưng khi đó bóng đá vẫn là nghiệp dư. Đây là lần đầu tiên trong lịch sử đội tuyển Đức thua tới sáu bàn không gỡ. Cả trận, họ hứng chịu 23 cú dứt điểm và 10 trong số đó hướng trúng khung thành. Trận thua này khiến Đức dừng bước tại Nations League.
Dưới sự dẫn dắt của HLV Joachim Low, "Cỗ xe tăng" đã sa sút liên tục trong hai năm qua. Họ bị loại ngay vòng bảng ở ba giải đấu chính thức gần nhất, gồm Nations League 2020-21, Nations League 2018-19 và World Cup 2018. Chiếc ghế của Low vì thế lung lay dữ dội, tuy nhiên, Liên đoàn Bóng đá Đức vẫn tỏ thái độ ủng hộ nhà cầm quân 60 tuổi. Trường đoàn Oliver Bierhoff nói: "Trận thua này sẽ không thay đổi điều gì. Chúng tôi vẫn tin tưởng Low và không việc gì phải nghi ngờ điều ấy"

#### Euro 2020
Ngày 9 tháng 3 năm 2021, Joachim Löw quyết định chia tay "Die Mannschaft" sau mùa hè 2021, HLV Löw rời ghế nóng trước khi hợp đồng hết hạn và nhận được sự đồng ý. Thông báo trên trang chủ Hiệp hội Bóng đá Đức (DFB) cho biết: "Joachim Löw sẽ kết thúc công việc HLV tuyển quốc gia sau Euro diễn ra vào năm 2021. Ông đã yêu cầu chấm dứt hợp đồng vốn kéo dài đến hết World Cup 2022. DFB đã đồng ý với điều này".
Tại Euro 2020, Đức nằm cùng bảng F với Pháp, Bồ Đào Nha & Hungary, trận ra quân Đức thua Pháp 0-1 do Hummels phản lưới nhà sau đó thắng Bồ Đào Nha 4-2, cầm hòa Hungary 2-2 và xếp thứ 2 vòng bảng, Đức gục ngã trước Anh với tỷ số 2-0 tại vòng 16 đội. Đây là trận đấu khép lại 15 năm dẫn dắt đội tuyển Đức của Joachim Löw. Người thay thế ông trên cương vị này là trợ lý cũ Hans-Dieter Flick.

## Danh hiệu

### Huấn luyện viên

#### VfB Stuttgart
- DFB-Pokal: 1996–97
- Á quân UEFA Cup Winners' Cup: 1998

#### Tirol Innsbruck
- Austrian Football Bundesliga: 2001–02

#### Austria Wien
- Austian Supercup: 2003

#### Đội tuyển Đức
- FIFA World Cup: 2014
- FIFA Confederations Cup: 2017
- UEFA Euro: Á quân 2008

### Cá nhân
- Sport Bild German Sports Manager of the Year: 2010
- German Football Man of the Year: 2011, 2014
- German Football Manager of the Year: 2014
- FIFA World Coach of the Year: 2014
- World Soccer Awards Manager of the Year: 2014
- IFFHS World's Best National Coach: 2014, 2017
- L'Équipe Sports Manager of the Year: 2010
- FIFA World Cup Dream Team: 2014
- Silbernes Lorbeerblatt: 2010, 2014
- Bundesverdienstkreuz am Bande: 2010
- IFFHS World's Best Man National Coach of the Decade 2011–2020